# Rachel McAdams
Rachel Anne McAdams, född 17 november 1978 i London, Ontario, är en kanadensisk skådespelare. Hon är känd från bland annat Mean Girls och Dagboken – Jag sökte dig och fann mitt hjärta. McAdams nominerades till en Oscar för bästa kvinnliga biroll för den biografiska filmen Spotlight (2015). 
Hennes motspelare i Dagboken – Jag sökte dig och fann mitt hjärta, Ryan Gosling, blev hennes pojkvän även i det verkliga livet. Romansen tog slut år 2007.

## Filmografi i urval
- 2001 – Shotgun Love Dolls (TV-film)
- 2002 – Guilt by Association (TV-film)
- 2002 – My Name Is Tanino
- 2002 – Perfect Pie
- 2002 – The Hot Chick
- 2003–2005 – Slings and Arrows (TV-serie)
- 2004 – Mean Girls
- 2004 – Dagboken – Jag sökte dig och fann mitt hjärta
- 2005 – Wedding Crashers
- 2005 – Red Eye
- 2005 – Välkommen till familjen
- 2007 – Married Life
- 2008 – The Lucky Ones
- 2009 – State of Play
- 2009 – Tidsresenärens hustru
- 2009 – Sherlock Holmes
- 2010 – Morning Glory
- 2011 – Midnatt i Paris
- 2011 – Sherlock Holmes: A Game of Shadows
- 2012 – Älska mig igen
- 2012 – To the Wonder
- 2012 – Passion
- 2013 – About Time
- 2014 – A Most Wanted Man
- 2014 – Every Thing Will Be Fine
- 2015 – True Detective (TV-serie)
- 2015 – Aloha
- 2015 – Southpaw
- 2015 – Spotlight
- 2015 – Den lille prinsen (röst)
- 2016 – Doctor Strange
- 2017 – Disobedience
- 2018 – Game Night
- 2020 – Eurovision Song Contest: The Story of Fire Saga
- 2021 – What If...? (TV-serie) (röst)
- 2022 – Doctor Strange in the Multiverse of Madness
- 2023 – Are You There God? It's Me, Margaret.
- 2026 – Send Help